# Saturnisme en république populaire de Chine
Le saturnisme, correspondant à une intoxication par le plomb, est un problème de santé publique en république populaire de Chine.[réf. nécessaire]

## Historique
Dans le Hunan en 2014, des concentrations de plomb trois fois plus élevées que la norme sont détectées dans le sang d'enfants. Une usine chimique est considérée comme étant à l'origine de cette intoxication. Pour sa part, le chef du bourg chinois de Dapu considère que l'origine est liée aux crayons que les enfants portent à leur bouche, alors que plus de 300 écoliers sont victimes de saturnisme. 

### L'affaire des jouets Mattel
En 2007, le groupe américain Mattel a procédé au rappel de jouets fabriqués en Chine en raison d'une teneur élevée en plomb.